# Itacuphocera carrerai
Itacuphocera carrerai är en tvåvingeart som beskrevs av Guimaraes 1964. Itacuphocera carrerai ingår i släktet Itacuphocera och familjen parasitflugor. Inga underarter finns listade i Catalogue of Life.